# Saint-Ebremond-de-Bonfossé
Saint-Ebremond-de-Bonfossé é uma comuna francesa na região administrativa da Normandia, no departamento Mancha. Estende-se por uma área de 11,93 km². Em 2010 a comuna tinha 768 habitantes (densidade: 64,4 hab./km²).